# Buntovnik bez razloga
Buntovnik bez razloga (engl. Rebel Without a Cause) američka je filmska drama iz 1955. godine, redatelja Nicholasa Raya.

## Radnja
Obitelj Stark mora se seliti zbog problema adolescenta Jima, koji se zbližuje s Judy i senzibilnim mladićem Platom. Iako mu savjetnik za mlade Ray istinski želi pomoći, Jim, željan obiteljske ljubavi, ne može se skrasiti u novoj sredini te nema snage odbiti najbesmislenije izazove za dokazivanje hrabrosti.

## Glumačka postava
- James Dean (Jim Stark)
- Natalie Wood (Judy)
- Sal Mineo (Plato)
- Jim Backus (Frank Stark)
- Ann Doran (gđa Stark)
- Dennis Hopper (Goon)
- Corey Allen (Buzz)
- Edward Platt (Ray Fremick)

## Kritika
Vrlo utjecajna sumorna melodrama nije samo presudan čimbenik stvaranja legende o Jamesu Deanu, nego i paradigmatičan primjer jednoga tipa raspoloženja te obrade teme buntovne mladeži u američkom i europskom filmu što je poslije našlo odjek i u novome valu. Osobito je važnim smatrano smještanje delinkvencije u srednji društveni sloj, a kritika je isticala dojmljivu opresivnu atmosferu koja guši junaka privlačnog raznim slojevima adolescenata diljem svijeta. Često su hvaljeni James Dean i drugi glumci (Nathalie Wood, Sal Mineo) te suptilna karakterizacija emocionalno i seksualno frustriranih likova adolescenata. Redatelj je dokazao vještinu pripovijedanja bogatoga konotacijama, zbog koje je osobito hvaljen u europskoj filmskoj kritici. Iako prema nekim mišljenjima Platova nesretna sudbina preočito ogoljuje temeljne značajke teme, ta se očitost može opravdati žanrovskom poetikom melodrame. 

## Nagrade i nominacije

### Oscar
Za Oscara su nominirani u kategorijama:
- Oscar za najboljeg sporednog glumca, Sal Mineo
- Oscar za najbolju sporednu glumicu, Natalie Wood
- Oscar za izvornu priču, Nicholas Ray

## Vanjske poveznice

### Sestrinski projekti
|  | Zajednički poslužitelj ima još gradiva o temi Buntovnik bez razloga |